# Слушка, Жигимонт Адам
Жигимонт Адам Слушка (28 мая 1628 — 2 декабря 1674) — государственный и военный деятель Великого княжества Литовского, хорунжий надворный литовский (1649—1656), хорунжий великий литовский (1656—1674), староста речицкий (1658—1672). Участник войн Речи Посполитой против украинских казаков (1648—1654), Русского государства (1654—1667) и Швеции (1655—1660).

## Биография
Представитель литовского дворянского рода Слушков герба «Остоя». Сын воеводы минского, новогрудского и трокского Александра Николаевича Слушки (ок. 1620—1658) и Софьи Констанции Зенович.
Родился в шляхетского семье Слушков, его предки ещё в начале XV в. перешли из православия в католичество. Первоначальное образование получил дома, в 1639 году был отправлен на учение в Вильно. В 1645—1646 годах получал образование в Краковском университете.
В 1648 году в начале казацко-крестьянской войны под предводительством Богдана Хмельницкого 20-летний Жигимонт Адам Слушка занимался организацией обороны Белоруссии от вторжений восставших украинских казаков. Однако казацкие отряды, вступившие с Украины в Белоруссию, не встретили организованного сопротивления со стороны литовских магнатов и шляхты. Гетман великий литовский Януш Кишка серьёзно болел и не смог оперативно отреагировать на казацкие нападения в Белоруссию. За собственные деньги литовские магнаты собирали свои надворные отряды и пыталась подавить казацко-крестьянские выступления. Для обороны Поднепровья хорунжий великий литовский Ян Пац собрал две хоругви. Значительный отряд для борьбы с казацко-крестьянским восстанием на свои деньги собрал и Жигимонт Адам Слушка.
Не имея возможности защитить Гомель от казаков, владелец города Жигимонт Слушка, чтобы спасти Гомель от уничтожения, фактически выдал повстанцам евреев, которые искали спасения за крепостными стенами.
В декабре 1648 года Жигимонт Слушка оборонял важный поднепровский город Старый Быхов от казацкого корпуса под руководством полковника Филона Гаркуши. За активное участив в борьбе с казаками в марте 1649 года Жигимонт Слушка получил должность хорунжего надворного литовского. Вместе с тем, в начале казацко-крестьянской войны обострились взаимоотношения между гетманом польным литовским Янушем Радзивиллом, который представлял интересы протестантской шляхты, и Жигимонтом Слушкой, который поддерживал польского короля и католическую партию. Кроме того, существовала личная неприязнь между гетманом польным и хорунжим надворным. Эта неприязнь имела родственные причины. Януш Радзивилл конфликтовал с ближайшим соратником Владислава IV Вазы маршалком надворным коронным Адамом Казановским, который был женат на Эльжбете, родной сестре Жигимонта Слушки.
Летом 1649 года Ж. Слушка получил деньги на набор казацкой хоругви численностью 100—150 коней для литовской армии. Однако, несмотря на приказы Януша Радзивилла, он так и не привел свою хоругвь в литовский лагерь под Речицей. За неповиновение командующему дело Жигимонта Слушки рассматривалось на заседании Трибунала ВКЛ и под давлением Я. Радзивилла хорунжий надворный был признан виновным. По поставновлению Трибунала от 3-6 июня 1650 года Ж. Слушка должен был вернуть в казну ВКЛ деньги, которые были им получены на набор солдат, за свой счет собрать казацкую хоругвь и бесплатно ей командовать три месяца.
Жигимонт Слушка не стал оспаривать судебное постановление и продолжил военную службу. Осенью и зимой 1650 года хоругвь Слушки действовала в районе Пропойска и Быхова, защищая этот регион от набегов казаков из Стародущины и подавляя здесь крестьянское восстание. Весной 1651 года хоругвь Ж. Слушки переместился в Речицкий повет, в район Гомеля.
В мае 1651 года черниговский полковник Мартын Небаба отправил крупный казацкий корпус (7-8 тыс. чел.) под командованием полковников Забелы, Поповича и Литвиненко на Гомель и дальше на Быхов, оставив для защиты Лоева 3 тысячи казаков. Обороной Гомеля руководил хорунжий надворный литовский Жигимонт Адам Слушка, имевший под своим командованием небольшой гарнизон. Небольшой гомельский гарнизон мужественно отразил казацкие приступы. На помощь Гомелю прибыл из Речицы князь Григорий Подберезский со своей дивизией и вынудил казаков снять осаду и оступить.
После отступления противника Жигимонт Слушка со своей хоругвью бы отправлен в Мстиславское воеводство для борьбы с казацкими отрядами под руководством полковников Шохова и Тарасенко, которые были пропущены московским правительством через Брянский уезд. 6 июня 1651 года передовой отряд И. Шохова под командованием Тарасенко без сопротивления занял Рославль. С 4 по 19 июля 1651 года между шляхетским ополчением и казаками произошло три боя, в результате которых литовские шляхетские хоругви понесли крупные потери под Кричевом, но смогли сдержать продвижение казаков в Поднепровье, тем самым обеспечив возможность маневра главным силам литовской армии Януша Радзивилла под Лоевом.
В сентябре 1651 года Жигимонт Слушка находился в рядах литовской армии под командованием Януша Радзивилла при его соединении с коронной армией под Васильковым на Киевщине. За активное участие в борьбе с казаками в марте 1652 года получил должность стольника великого литовского.
Несмотря на окончание казацко-крестьянского восстания на территории Белоруссии, Жигимонт Слушка продолжал военную службу. В августе 1653 года его казацкая хоругвь (100 коней) упоминается в составе литовской армии.
В 1654 году Жигимонт Адам Слушка принял активное участие в русско-польской войне (1654—1667). Летом 1654 года он во главе с конного полка прибыл в лагерь литовской армии под командованием гетмана великого литовского Януша Радзивилла. В августе 1654 года участвовал в битвах с русской армией под Шкловом и Шепелевичами. В начале сентября Ж. Слушка со своим полком (1470 чел.) был отправлен в Речицкий повет на помощь Гомелю. Однако остановить превосходящие силы наказного казацкого гетмана Ивана Золотаренко (ок. 30 тыс. чел) Жигимонт Слушка не смог и вынужден был отступить. В конце 1654 года весьма поредевший полк Ж. Слушки вновь числится в главных силах литовской армии. В начале 1655 года Жигимонт Слушка участвовал в неудачной зимней кампании Януша Радзивилла в Белоруссии. Ж. Слушка лично написал письма жителям Могилева, призывая их вернуться под власть ВКЛ.
Весной — летом 1655 года полк Жигимонта Слушки принял активное участие в военных операциях в Поднепровье и Центральной Белоруссии, что привело к значительному сокращению его численного состава. В конце июля 1655 года Януш Радзивилл уведомлял короля о больших потерях в полку надворного хорунжего, однако он продолжал борьбу. В августе 1655 года Жигимонт Служка поддержал идею необходимости начать переговоры с русским командованием о перемирии, но эта идея не была воплощена в жизнь. 8 августа 1655 года в битве под Вильной русские войска разгромили небольшое литовское войско, а затем захватили литовскую столицу. Хоругви Жигимонта Слушки отступили на границу с Пруссией, а сам надворный хорунжий вместе с двумя литовскими гетманами — Янушем Радзивиллом и Винцентом Гонсевским отступил в Жемайтию.
В середине августа 1655 года Жигимонт Адам Слушка подписал подготовленный Янушем Радзивиллом акт о выходе ВКЛ из состава Речи Посполитой и переходе в унию со Швецией. Во второй половине августа 1655 года под давлением гетмана польного литовского Винцента Гонсевского Жигимонт Слушка изменил свою позицию.
8 сентября 1655 года, воспользовавшись благоприятными обстоятельствами, Жигимонт Слушка бежал из лагеря Я. Радзивилла под Кейданами вместе с польскими солдатами (ок. 1 тыс. чел), служившими в армии ВКЛ. Объявив себя региментарием этого отряда польского войска, Ж. Слушка отправился в Подляшье на соединение с войском Богуслава Радзивилла. Однако вскоре оказалось, что Б. Радзивилл поддерживает прошведскую политику своего двоюродного брата Я. Радзивилла. Жигимонт Слушка остановился в Подляшье, откуда отправил посла к королю Яну Казимиру с вопросом, что ему делать дальше. Ожидая королевского ответа, он начал переговоры с гродненской и лидской шляхтой, которая объединилась под командованием Якуба Кунцевича для борьбы с русскими войсками. Переговоры закончились удачно, в октябре 1655 года объединенные силы надворной хоругви надворного хорунжего, польских солдат, гродненской и лидской шляхты безуспешно попытались отбить Гродно.
19 ноября 1655 года войска Жигимонта Слушки и Якуба Кунцевича потерпели тяжелое поражение в битве под Песками, после чего вынуждены были отступить в Брест, где соединилися с войском гетмана великого литовского Павла Яна Сапеги. 23 ноября объединенные силы П. Я. Сапеги и Ж. А. Слушки нанесли поражение русской армии под командование князя Семёна Урусова под Брестом, но через четыре дня сами потерпели поражение в битве под Верховичами и вынуждены были отступить на запад.
Весной 1656 года Жигимонт Слушка принял активное участие в борьбе литовской армии Павла Яна Сапеги против шведов. Полк Слушки удачно действовал в междуречье Вислы и Сана, участвовал 12 апреля в освобождении Люблина. Летом 1656 года вместе с Павлом Сапегой хоругви Слушки приняли участие в осаде шведского гарнизона в столице Речи Посполитой. После освобождения Варшавы Жигимонт Слушка участвовал в битве со шведско-бранденбургской армий на правом берегу Вислы, которая произошла 28-30 июля 1656 года. Летом 1656 года в литовской армии начался конфликт между гетманом великим Павлом Яном Сапегой и гетманом польным Винцентом Гонсевским. Явное благоволение короля Яна Казимира к Винценту Гонсевскому и его слабое подчинение великому гетману вызывали недовольство Павла Сапеги. Осенью 1656 года ситуация в полку Ж. А. Слушки, как и во всем литовском войске, ухудшилась. Солдаты, давно не получавшие жалованья, угрожали создать конфедерацию, и удерживать их в повиновении было очень тяжело. После того, как 27 января 1657 года полк Слушки взял Тыкоцинский замок, солдаты взбунтовались и отказались воевать, пока не получать жалованье. Конфедерация была фактически организована Павлом Яном Сапегой, который стремился проводить самостоятельную политику от королевской власти, в связи с чем Жигимонт Слушка покинул войска. Осенью 1657 года Павел Ян Сапега на собрании в Бресте, на которое прибыл и речицкий посол Жигимонт Слушка, добился поддержки литовских магнатов и шляхты в борьбе против стремлений короля ослабить позиции великого гетмана. В 1658 году Павел Ян Сапега стал фактически проводить самостоятельную от короля политику, ориентируясь на Габсбургов и обещая свою поддержку их претенденту на трон Речи Посполитой. В этих условиях Жигимонт Адам Слушка стал сближаться со сторонниками польского короля. Летом 1657 года Ж. Слушка участвовал в походе дивизии ВКЛ под командованием писаря польного литовского князя Александра Гилярия Полубинского против трансильванского князя Дьёрдя ІІ Ракоци. Зимой 1658 года вместе с Александром Полубинским Жигимонт Слушка тайно встретился с польским королём Яном II Казимиром Вазой, где возможно обсуждался план ослабления позиций великого гетмана литовского через выделение из его дивизии особенного отряда под командованием Александра Полубинского. Эта встреча с королём серьёзно осложнила отношения Ж. Слушки с великим гетманом, что проявилось в размещении солдат его полка на зимовку не в обеспеченном Подляшье, а в разоренной Волыни. В ответ на это Жигимонт Адам Слушка открыто призвал короля выделить его полк из состава дивизии правого крыла Павла Сапеги и переподчинить его А. Полубинскому. Весной 1658 года был избран послом от Речицкого повета на сейм.
Во второй половине 1659 и начале 1660 годов две казацкие хоругви Жигимонта Слушки участвовал в военных действиях против шведов в Жемайтии и Курляндии, но сам надворный хорунжий, вероятно, в боевых операциях не участвовал, а находился в Дойлидах в Подляшье.
В начале 1660 года, обвинив великого гетмана литовского Павла Яна Сапегу в неудачных боях с русскими конца 1659 года, польский король Ян II Казимир отстранил его от командования литовскими войсками, назначив на эту должность князя Александра Полубинского. В ответ на это литовские жолнеры организовали конфедерацию под руководством полковника Самуила Кмитича, требуя вернуть им прежнего главнокомандующего. В мае 1660 года Жигимонт Слушка неожиданно перешел на сторону сапежинцев.
Летом 1660 года хорунжий великий литовский Жигимонт Адам Слушка принял участие в наступлении польско-литовских войск в Литве и Белоруссии, участвовал в успешных битвах на реке Полонке (28 июня) и в на реке Басе в сентябре-октябре 1660 года. В начале 1661 года из-за резкого ухудшения зрения Ж. Слушка покинул литовскую армию, но продолжал активно участвовать в политической жизни страны. В 1662 году был избран послом от Речицкого повета на сейм. Более того, в декабре 1663 — марте 1664 года, несмотря на плохое зрение, хорунжий великий литовский во главе двух казацких хоругвей участвовал в походе литовского войска под командованием старосты жемайтского Юрия Глебовича в Поднепровье.
В 1664 году Жигимонт Адам Слушка полностью лишился зрения, но в начале 1665 года, когда стал немного видеть, вернулся к общественной деятельности. В 1666 году он вновь был избран послом от Речицкого повета на сейм. В сентябре 1667 года участвовал в работе военно-казенной комиссии в Вильне, а в октябре того же года принял участие в торжественной процессии перевозки останков Иосафата Кунцевича из Вильно в Полоцк. Несмотря на прогрессирующую глазную болезнь и всё большую слепоту, Жигимонт Слушка старался не покидать политическую арену. В 1674 году, будучи послом от Речицкого повета, участвовал в избрании на польский престол Яна ІІІ Собеского.
2 декабря 1674 года 46-летний Жигимонт Адам Слушка скончался, не оставив после себя потомства.